# 구제대학
구제대학(舊制大學 일본어: 旧制大学)은  2차대전 패망전까지 일본 본토와 조선등의 국외 통치지역에 설치됐던 관립 혹은 사립 3년제(의과는 4년제) 대학이다.

## 교육 과정
2~3년제 예과를 거쳐 입학을 하는 것을 원칙으로 하나 구제고등학교를 거친 학생들은 예과를 건너뛰고 본과로 진입하였다. 고등학교를 거치지 않거나 예과를 다니지 않은 학생은 대학전문부라는 것에 소속되었다.

## 조선에서
조선에는 구제고등학교가 없었으며, 많은 조선인들은 구제고등학교나 예과를 다닐 형편이 못되었으므로 사립대학전문부에 많이 진학하였다. 대학 전문부란 구제사립대학에 병설된 구제전문학교를 말한다.
일본정부는 조선의 3.1운동이후 보수유림과 지주들의 민립대학설립운동에 자극을 받아 1924년(본과는 1926년) 제국대학의 6번째 대학으로 경성제국대학을 만들었는데, 이는 일제시대 조선의 유일한 대학이었다. 당시 연희전문학교, 세브란스의전, 보성전문학교, 평양의 숭실전문학교, 이화여자전문학교 등의 사실상 조선인을 위한 대학 역할을 하던 구제전문학교들은 일본정부의 억압정책으로 대학으로서의 허가를 받지 못했다. 당시 일본 본국에도 여러 구제전문학교가 있었으나 위에 언급된 학교들의 한국 내 현재 위상과 일본 본토의 구제전문학교들의 일본 내 현재 위상을 비교해볼 때 조선의 구제전문학교들은 사실상 조선의 대학이었음을 간접적으로 알 수 있다.

## 주요 대학
- 제국대학 (1886, 도쿄) 일본 최초의 구제대학. 현 도쿄 대학
- 교토제국대학 (1896, 교토) 이 대학이 생기면서 제국대학의 이름이 도쿄제국대학으로 변경됨. 현 교토 대학
- 도호쿠제국대학 (1907, 미야기)
- 규슈제국대학 (1911, 후쿠오카)
- 홋카이도제국대학 (1918, 홋카이도)
- 게이오기주쿠 대학 (1920, 도쿄) 일본 최초의 사립대학
- 와세다 대학 (1920, 도쿄)
- 메이지 대학 (1920, 도쿄)
- 호세이 대학 (1920, 도쿄)
- 주오 대학 (1920, 도쿄)
- 니혼 대학 (1920, 도쿄)
- 도시샤 대학 (1920, 교토)
- 경성제국대학 (1924, 경성)
- 다이호쿠제국대학 (1928, 타이페이)
- 오사카제국대학 (1931, 오사카)
- 나고야제국대학 (1939, 나고야)

## 같이 보기
- 구제전문학교
- 구제고등학교
- 구제중학교
- 대학예과